# Кругла вежа Агавіллер

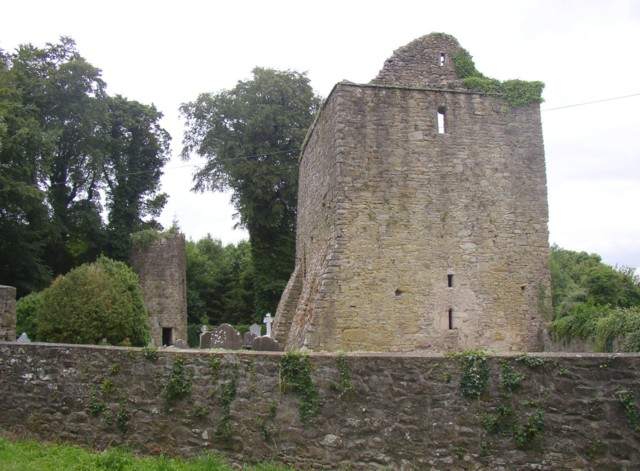
Руїни замку та круглої вежі Агавіллер.

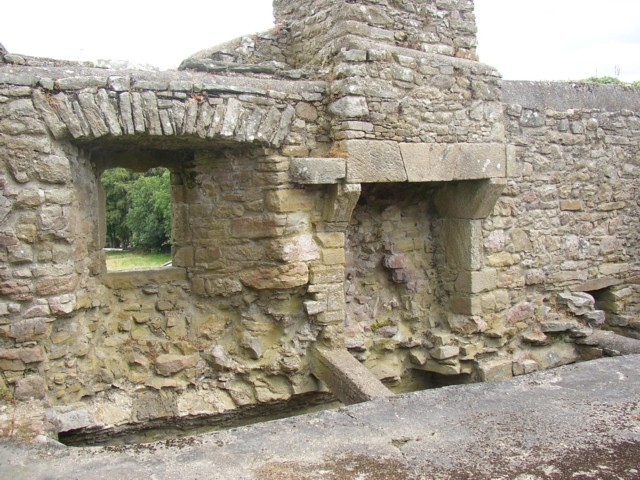
Руїни церкви Агавіллер.

Кругла вежа Агавіллер (англ. – Aghaviller, ірл. - Áth an Bhiolair) – вежа Ах ан Воляр – вежа Поля Салату – одна з так званих круглих веж Ірландії, пам’ятка історії та культури Ірландії національного значення, розташована в графстві Кілкенні біля одноіменного селища, в одноіменній парафії, на схід від міста Кілкенні, в 6 милях від Томастауна, біля селища Кнопкотер. Поруч біля руїн вежі розташовані руїни замку та церкви ХІІ століття. Географічні координати вежі: 52°27′59″N 7°16′3.25″W.

## Походження назви
Назва Агавіллер згадується в багатьох давніх ірландських літописах, зокрема в «Літописі Чотирьох Майстрів» ця місцевість згадується як Ахад Бьорарь (ірл. – Achadh Biorair) – «Поле Водяного Салату». Вільям Тіге писав, що в давнину ця місцевість називалась Ага Олір (ірл. – Agha Oillir)  - «поле паломника». 

## Історія вежі Агавіллер
Вежа Агавіллер розташована біля руїн стародавнього замку і церкви. Вважається, що ця вежа була побудована приблизно в Х — ХІІ столітті. Вежа побудована з дикого каменю — брекчії. Перші дослідження цієї круглої вежі були здійснені ще 1802 року. Цю вежу згадує Ірландське археологічне товариство в публікаціях 1855 року. Це одна з 5 круглих веж, що збереглися в графстві Кілкенні, зокрема в округах Туллагерін, Кілрі, Грангефертах. Вежа Агавіллер має свої оригінальні особливості — на відміну від інших ірландських круглих веж мона має не одні, а двоє дверей. Біля вежі знаходиться криниця Кастлмор Демесн, що вважається священною.